# Liviu Goian
Liviu Goian (Dés, 1965. november 18. –) román labdarúgó. Román csapatokban futballozott, és néhány első osztályú bajnokin is pályára lépett, de inkább alsóbb osztályban szerepelt. Magyarországon viszont az első osztályban is meghatározó játékosként számoltak vele és csapata kulcsembere volt a Debreceni VSC védelmében. Román ifjúsági válogatott volt, de a felnőtt csapatba nem került be.